# Trogocryptoides brachyderus
Trogocryptoides brachyderus is een keversoort uit de familie platsnuitkevers (Salpingidae). De wetenschappelijke naam van de soort werd in 1924 gepubliceerd door George Charles Champion.